# Tedd Pierce
Pour les articles homonymes, voir Pierce.
Edward Stacey Pierce, dit Tedd Pierce, est un scénariste américain, animateur, producteur et acteur (voix) de cartoons né le 12 août 1906 à Quogue (État de New York) et mort le 19 février 1972 à Los Angeles (Californie).

## Filmographie

### Comme scénariste
- 1937 : The Lyin' Mouse
- 1938 : My Little Buckeroo
- 1938 : Little Pancho Vanilla
- 1939 : The Little Lion Hunter
- 1939 : Les Voyages de Gulliver (Gulliver's Travels)
- 1940 : Elmer's Candid Camera
- 1940 : The Fulla Bluff Man
- 1940 : Ghost Wanted
- 1940 : Way Back When Women Had Their Weigh
- 1940 : Bedtime for Sniffles
- 1941 : Inki and the Lion
- 1941 : Douce et Criquet s'aimaient d'amour tendre (Mr. Bug Goes to Town)
- 1942 : The Bird Came C.O.D.
- 1942 : The Arctic Giant
- 1942 : The Squawkin' Hawk
- 1943 : Greetings Bait
- 1943 : The Aristo-Cat
- 1944 : Bugs Bunny Nips the Nips
- 1944 : Duck Soup to Nuts
- 1944 : Goldilocks and the Jivin' Bears
- 1944 : Lost and Foundling
- 1945 : Odor-able Kitty
- 1945 : Trap Happy Porky
- 1945 : Life with Feathers
- 1946 : Holiday for Shoestrings
- 1946 : Hush My Mouse
- 1946 : The Eager Beaver
- 1946 : Fair and Worm-er
- 1946 : Roughly Squeaking
- 1947 : The Gay Anties
- 1947 : Scent-imental Over You
- 1947 : Tweetie Pie
- 1947 : Along Came Daffy
- 1947 : Inki at the Circus
- 1947 : Little Orphan Airedale
- 1948 : What's Brewin', Bruin?
- 1948 : Back Alley Oproar
- 1948 : I Taw a Putty Tat
- 1948 : You Were Never Duckier
- 1948 : House Hunting Mice
- 1948 : Kit for Cat
- 1949 : Wise Quackers
- 1949 : Dough for the Do-Do
- 1954 : When Magoo Flew
- 1956 : Two Crows from Tacos
- 1956 : Stupor Duck
- 1957 : Tabasco Road
- 1959 : Lui ou moi (A Mutt in a Rut) de Robert McKimson
- 1959 : China Jones
- 1960 : West of the Pesos
- 1960 : Crockett-Doodle-Do
- 1961 : Cannery Woe
- 1962 : Rocket Racket
- 1963 : Case of the Cold Storage Yegg
- 1988 : Daffy Duck's Quackbusters

### comme animateur et acteur (voix)
- 1937 : Uncle Tom's Bungalow : le narrateur
- 1938 : Have You Got Any Castles? : W. C. Fields (voix)
- 1938 : Wholly Smoke : Nick O'Teen, mère de Porky (voix)
- 1940 : Wacky Wildlife : Tom Cat
- 1941 : The Mighty Navy : Captain (voix)
- 1941 : Douce et Criquet s'aimaient d'amour tendre (Mr. Bug Goes to Town) : C. Bagley Beetle (voix)
- 1942 : Hold the Lion, Please : Lion (voix)
- 1942 : The Squawkin' Hawk : Rooster (voix)
- 1942 : The Dover Boys at Pimento University or The Rivals of Roquefort Hall : Tom (voix)
- 1942 : A Tale of Two Kitties : Babbit (voix)
- 1943 : Tortoise Wins by a Hare : Various Rabbit Thugs
- 1943 : Super-Rabbit : Observer (voix)
- 1943 : The Aristo-Cat : Hubie (voix)
- 1943 : Wackiki Wabbit : naufragé mince (voix)
- 1944 : Snafuperman : Soldier Studying Enemy Identification Chart
- 1945 : A Tale of Two Mice : Babbit (voix)
- 1946 : Quentin Quail : Mr. Quail (voix)
- 1946 : The Mouse Merized Cat : Babbit
- 1951 : French Rarebit : Louis (voix)